# Lynette Wallworth
Lynette Wallworth est une artiste australienne.

## Filmographie partielle
- 2013 : Tender